# Villa Capra
A Villa Cabra, também conhecida como Villa Rotonda, Villa Capra detta La Rotonda, Villa Almerico-Capra ou Villa Capra-Valmarana, é uma das mais belas e famosas villas de Andrea Palladio (1508 - 1580) e provavelmente de todas as villas do Veneto, sendo um dos mais celebrados edifícios da História da Arquitetura da época moderna. É um edifício aristocrática, perto de Vicenza, Itália, foi construída entre 1550-1559. O nome "Capra" deriva do apelido dos dois irmãos que completaram o edifício, depois de lhes ter sido cedido em 1591.
A Villa Capra ilustra perfeitamente a significação do classicismo. É definida por um bloco quadrado, encimado por uma cúpula e apresentando nas quatro fachadas pórticos idênticos, a modo de frontarias de templo. A Villa Rotonda (Casa Redonda) tem quatro lados rigorosamente idênticos, cada qual com um pórtico e forma de fachada de templo, agrupados em torno de um amplo átrio que recorda o Panteão Romano.
O projecto foi muito copiado e deu nascimento ao tão propalado Estilo palladiano. A sua estrutura é extremamente lógica, obedecendo a uma racionalidade geométrica e matemática.
O telhado coberto de telhas ajuda a segurar as paredes, sustentando a cúpula. Os pórticos auxiliam também os arcobotantes nas paredes exteriores da villa.
A Villa Capra está classificada pela UNESCO desde dezembro de 1994 como Património Mundial, juntamente com outras obras de Palladio em Vicenza.

## Inspiração
Quando em 1565 o cónego e Conde Paolo Almerico se retirou da Cúria Romana, depois de ter sido referendário apostólico nos papados de Pio IV e Pio V, decidiu voltar à sua cidade natal, Vicenza, e construir uma residência de campo, não podia imaginar que a casa por ele encomendada ao arquitecto Andrea Palladio seria um dos protótipos arquitectónicos mais estudados e imitados nos cinco séculos seguintes. Apesar de a Villa Capra ter inspirado em seguida um largo número de edifícios, esta é, sem dúvida, inspirada no Panteão de Roma. Ao longo da sua carreira como arquitecto, Palladio projectou mais de vinte villas na República de Veneza. Esta residência, mais tarde conhecida como "La Rotonda" (A Redonda), viria a ser uma das mais célebres heranças por si legadas ao mundo da arquitectura.

## Projecto

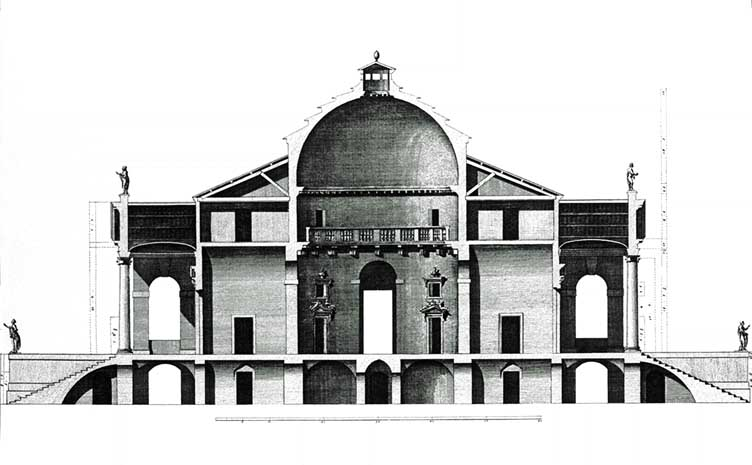
A Villa Capra no I Quattro Libri dell'Architettura, de Palladio.

O local escolhido para a construção foi o alto de uma pequena colina, logo à saída dos muros de Vicenza. Naquele tempo, e nos séculos que se seguiram, o fascínio pelos valores antigos começava a inspirar muitos nobres. Era elegante ser-se um "cavalheiro lavrador" e, por isso, muitos italianos prósperos guiados pelo desejo de ter uma vida simples, resolveram erguer opulentas villas no campo, apesar de a escolha estar essencialmente ligada a aspectos económicos, com o investimento orientado para uma agricultura de tipo intensivo, ficando o prazer ligado ao contacto com a natureza para segundo plano. Sendo celibatário, o prelado Almerico não tinha necessidade de um vasto palácio (vendera aquele que possuía no centro da cidade) mas desejava uma sofisticada villa, e foi esta que Palladio idealizou para ele: uma residência suburbana com funções de representação, mas também um tranquilo refúgio de meditação e estudo. Isolada no cimo da colina, esta espécie de "villa-templo", originalmente, estava privada de anexos agrícolas. O arquitecto incluiu-a, significativamente, entre os palácios e não na lista das villas, no seu I Quattro Libri dell'Architettura, de 1570.

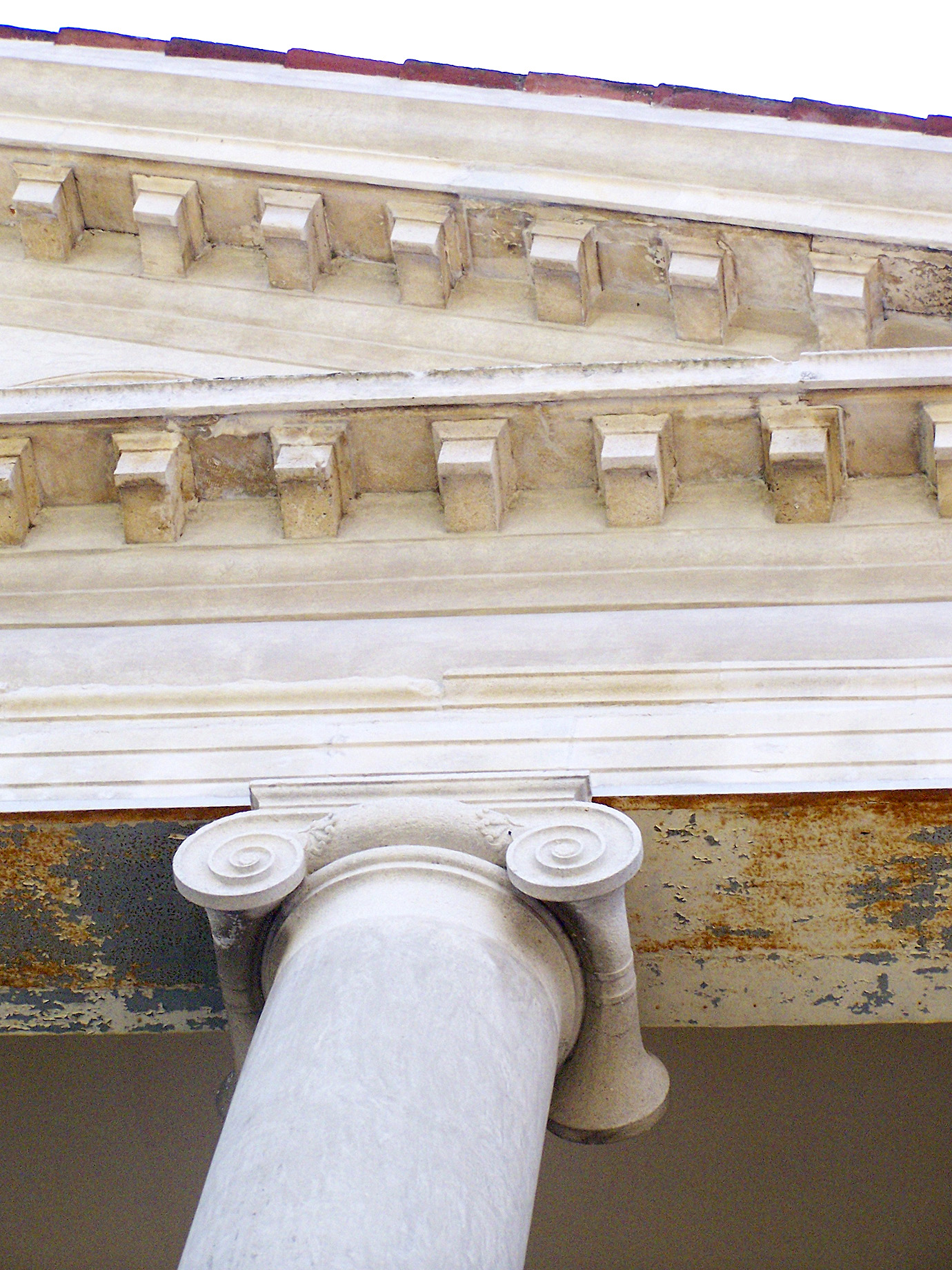
Pormenor de uma coluna com capitel Jónico.

A construção, iniciada cerca de 1566, consistia num edifício quadrado, completamente simétrico e inserido num círculo perfeito. Descrever a villa como "rotonda" (redonda) é, todavia, tecnicamente incorrecto, dado que a planta do edifício não é circular mas representa antes a intersecção de um quadrado com uma cruz grega. Todas as quatro fachadas eram dotadas de um corpo avançado com uma galeria que se podia alcançar subindo uma escadaria; cada uma das quatro entradas principais conduzia, atravessando um breve vestíbulo ou corredor, à sala central coroada por uma cúpula. Esta sala central e todas as outras divisões tinham proporções calculadas com precisão matemática, com base nas regras próprias da arquitectura de Palladio, que ele elaborou no seu Quattro libri. A sala central rotonda (redonda) é o centro nevrálgico da composição, na qual Palladio imprime um impulso centrífugo, alargando-a para o exterior, nos quatro pórticos jónicos e nas escadarias. A villa resulta, assim, numa arquitectura aberta, observando a cidade e o campo.

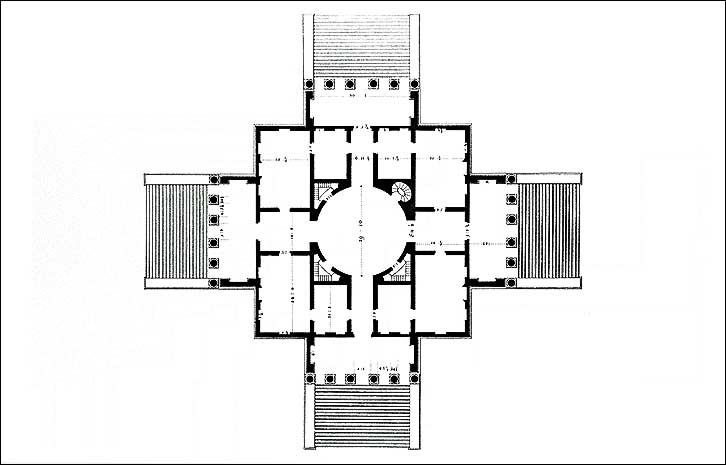
Planta da Villa Capra no I Quattro Libri dell'Architettura, de Palladio.

O projecto reflecte o ideal humanista da Arquitetura do Renascimento. Para permitir a cada divisão uma exposição solar análoga, a planta foi rodada em 45 graus em relação aos pontos cardeais. Todas as quatro galerias apresentavam um pórtico com o frontão ornado por estátuas de divindades da antiguidade clássica. Todos os frontões eram suportados por seis colunas jónicas. Cada galeria era flanqueada por uma única janela de cada lado. Todas as divisões principais estavam localizadas na parte Sul do piano nobile (andar nobre).
Com o recurso à cúpula, aplicada pela primeira vez a um edifício de habitação, Palladio enfrenta o tema da planta central, reservada até aquele momento à arquitectura religiosa. Apesar de já existirem alguns exemplos de edifícios residenciais de planta central desde os projectos de Francesco di Giorgio inspirados na Villa Adriana, passando pelo "studio di Varrone" (estúdio dos varões), na casa de Mantegna em Mântua e pela ilusionística Camera degli sposi (Sala dos esposos) do Palazzo Ducale di Mantova (Palácio Ducal de Mântua), até ao projecto de Raffaello para a Villa Madama, a Villa Capra permanece como uma peça "única" na arquitectura de todos os tempos, um reconhecido modelo ideal.

## Conclusão e alterações

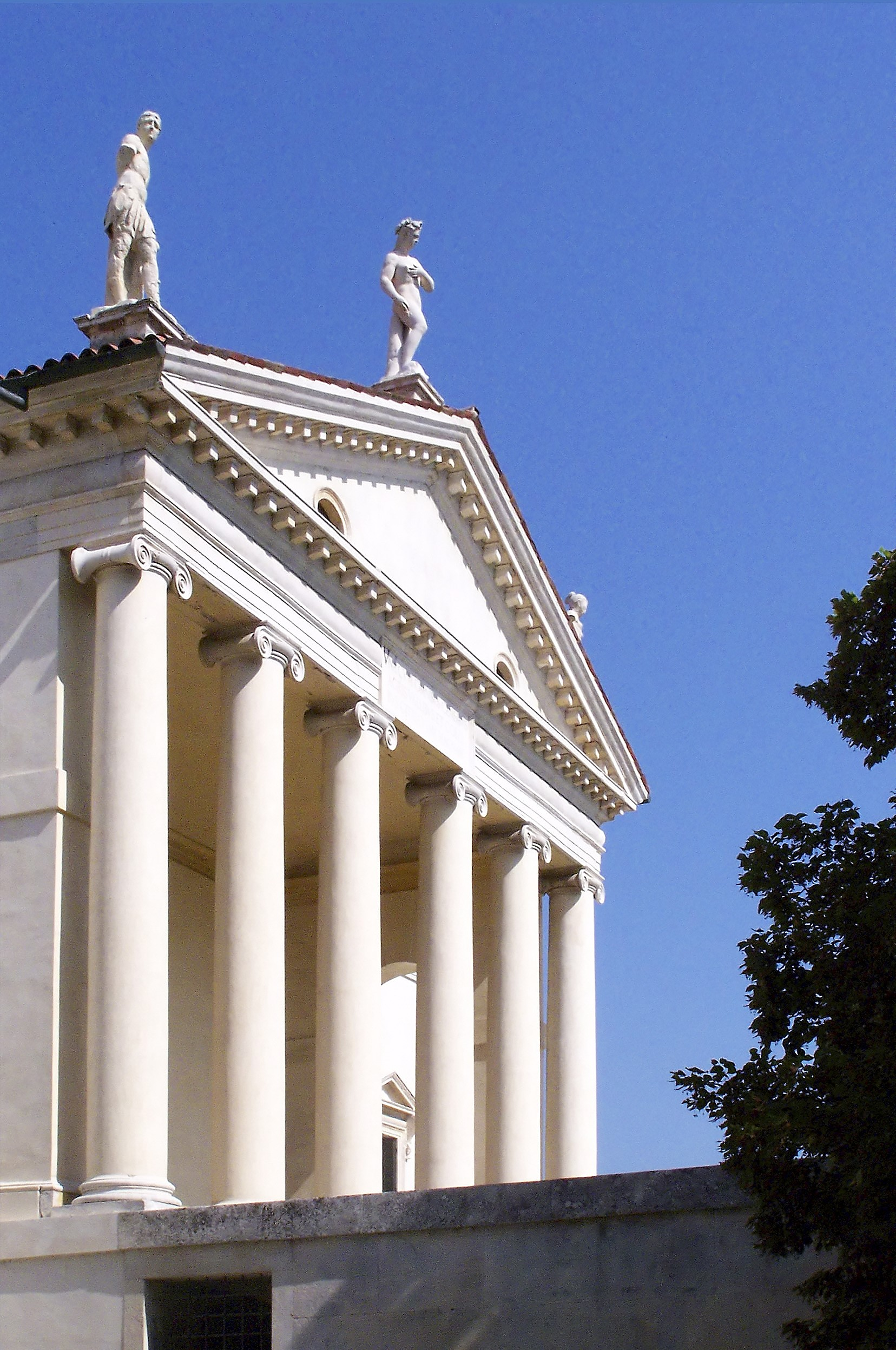
Pórtico de uma das fachadas.

Nem Palladio nem o proprietário Paolo Almerico viram o edifício concluido, apesar de este já ser habitado desde 1569.
Palladio morreu em 1580 e, então, um segundo importante arquitecto de Vicenza, Vincenzo Scamozzi, foi encarregado pelo proprietário de superintender os trabalhos de conclusão da villa, que tiveram lugar logo em 1585, limidos ao corpo principal, com a construção da cúpula, coroada por uma clarabóia.

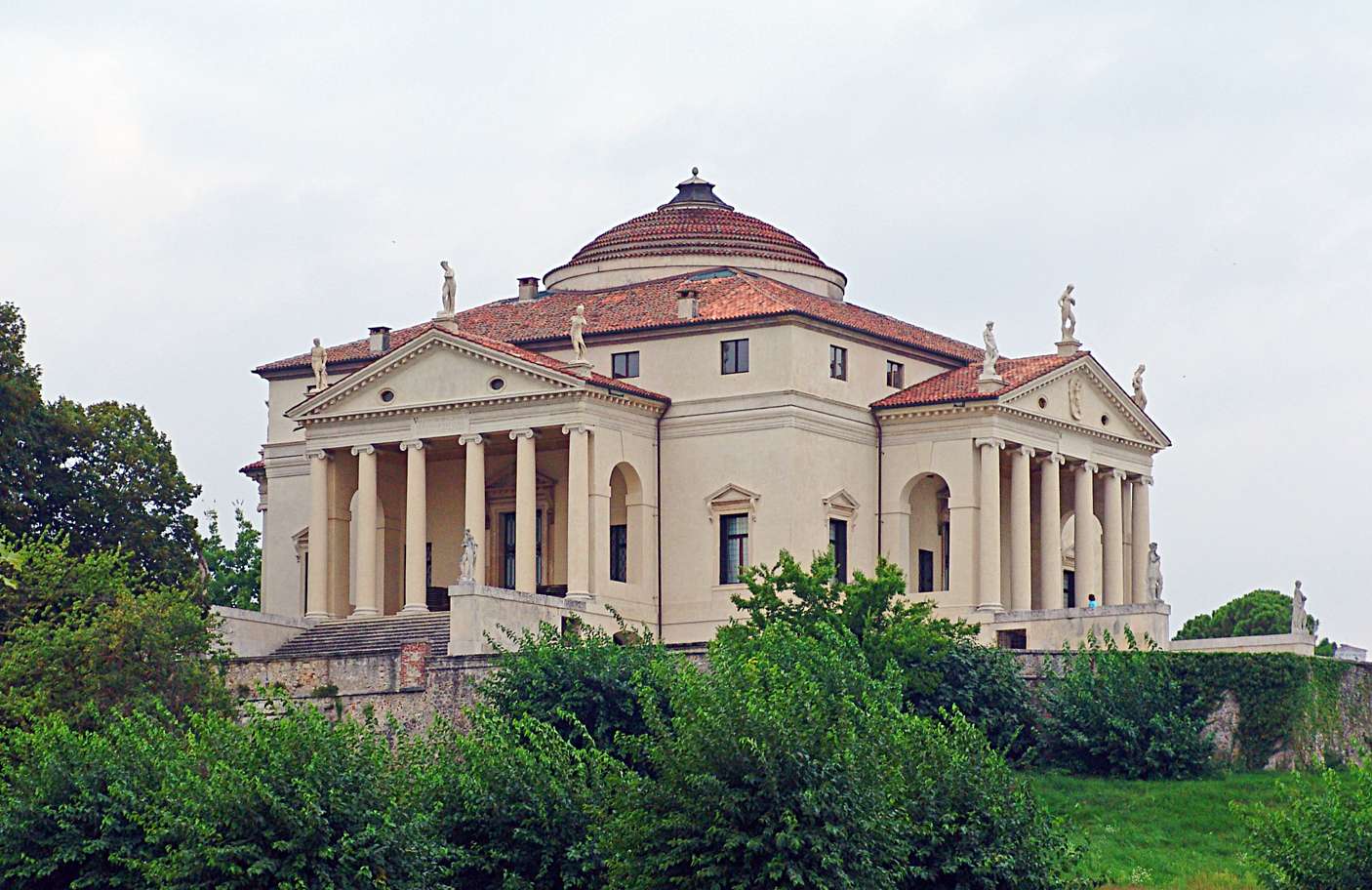
Vista a partir da ribeira berica.

Palladio tinha a intenção de cobrir a sala central com uma abóbada semi-esférica, mas Scamozzi projectou uma mais baixa com um óculo, que devia ficar a céu aberto, inspirando-se no Panteão de Roma e efectuou outras limitadas modificações ao projecto inicial, como o corte da escadaria que permitia um acesso directo desde o exterior até às áreas de serviço, localizadas no piso térreo. A escadaria foi modificada no século XVIII por Ottavio Bertotti Scamozzi, que a devolveu à forma original, e o piso ático foi subdividido em várias divisões por Francesco Muttoni, que modificou o mezanino (1725-1740).
Com a morte de Almerico, a villa foi herdada pelo seu filho natural, Virginio Bartolomeo, que, devido a uma desastrosa gestão económica, foi obrigado a vendê-la dois anos depois, em  1591, aos irmãos Odorico e Mário Capra. Foram os Capra que, finalmente, puseram termo às obras em 1620, com a decoração interior de afrescos. Scamozzi acrescentou alguns anexos rústicos no exterior (a "barchessa", destacada do corpo principal) para as funções agrícolas, os quais não estavam previstos no projecto inicial. Ao complexo foi acrescentada, por fim, a capela, construída por Girolamo Albanese segundo a vontade do Conde Marzio Capra, entre 1645 e 1663.

## Interior e decoração

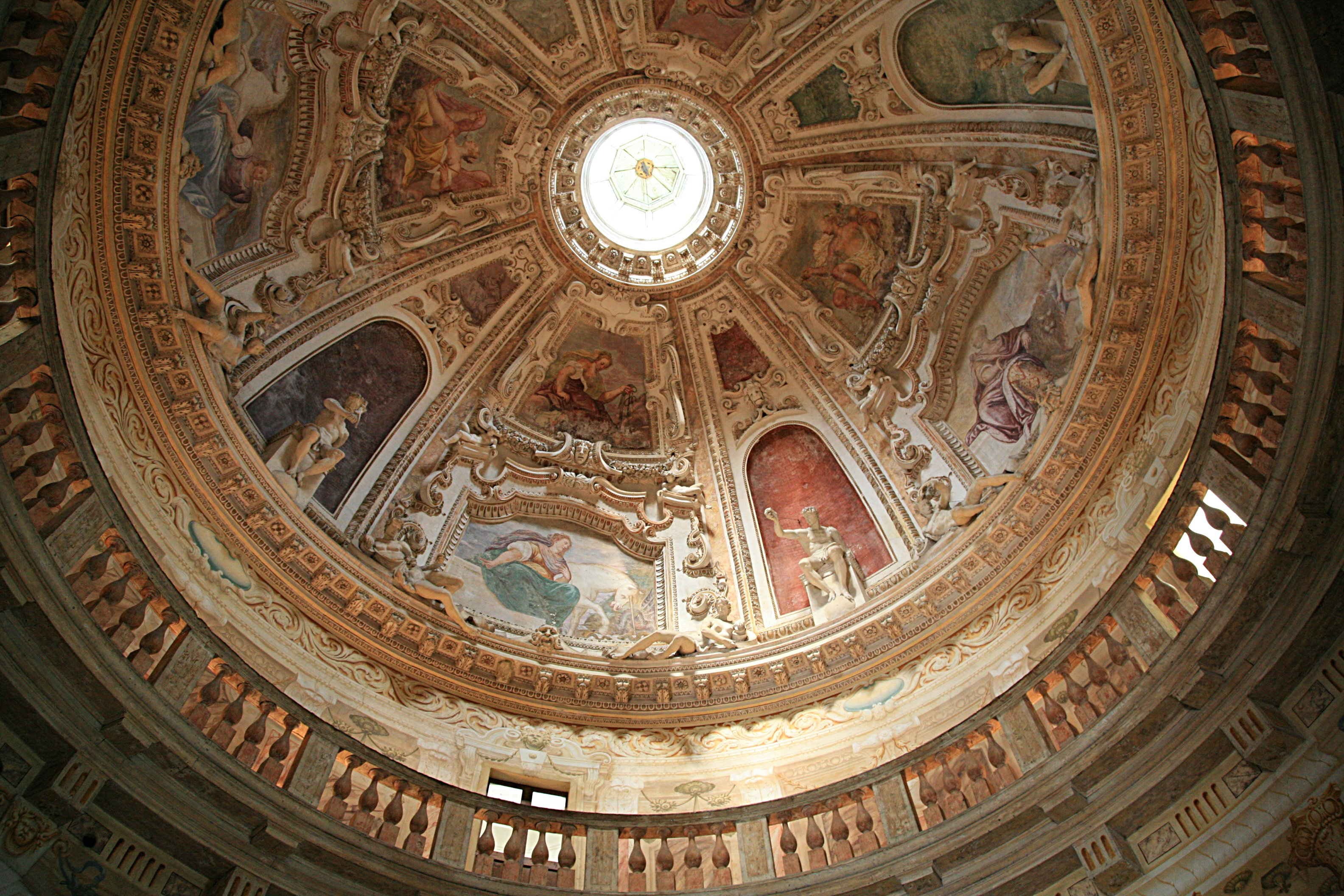
Decoração da cúpula.

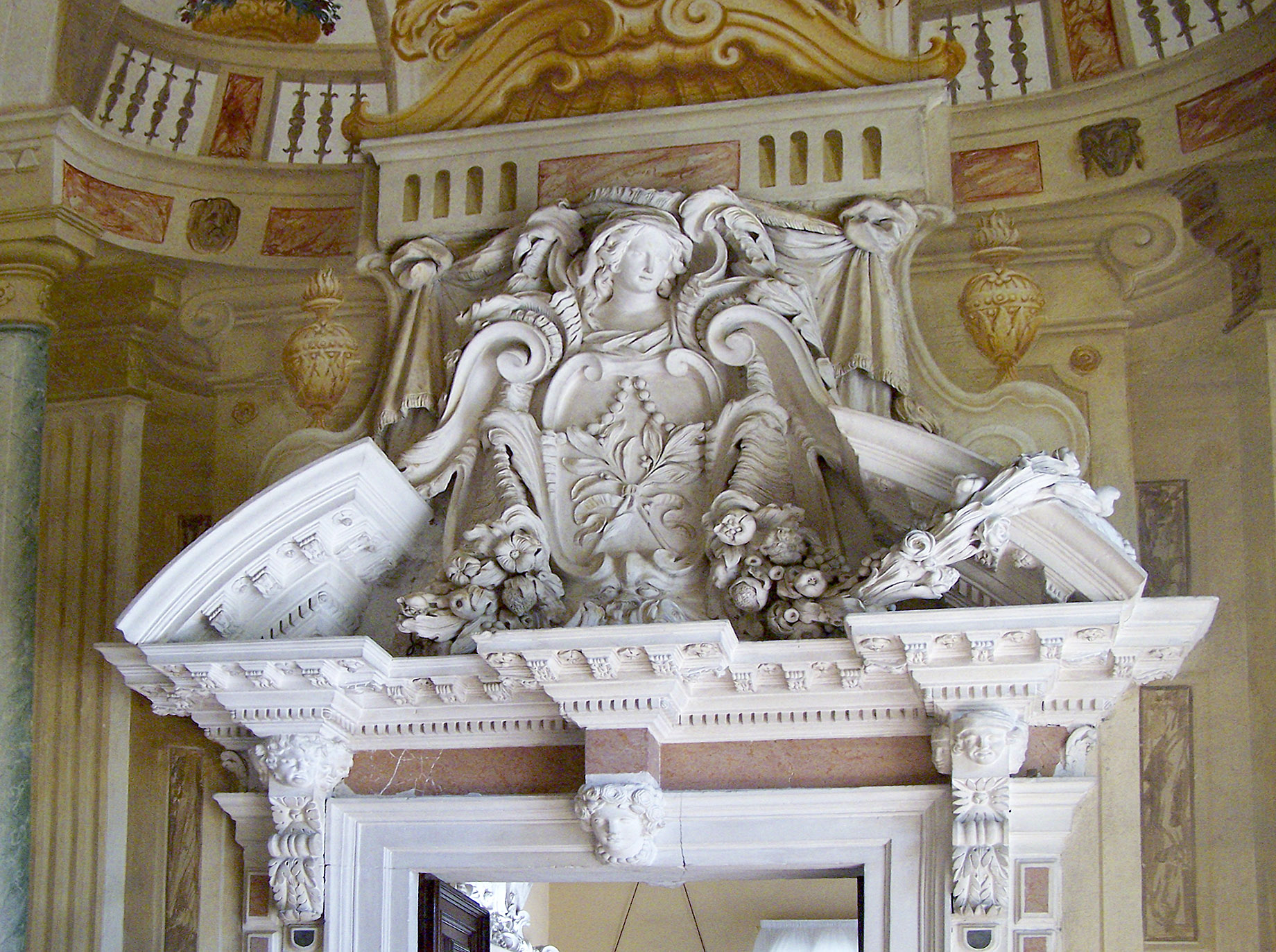
Frontão aberto por cima de uma porta.

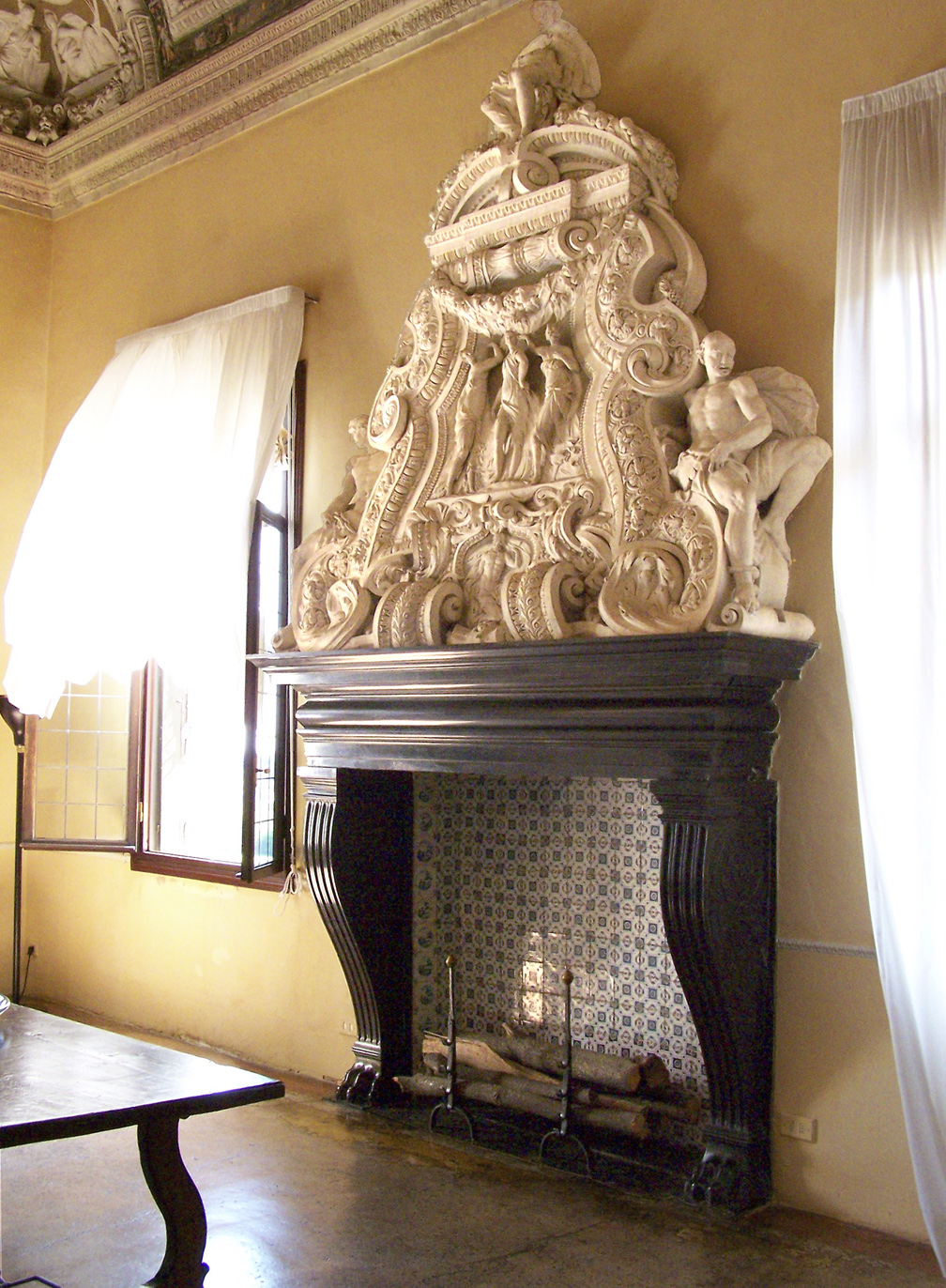
Cornija de mármore esculpida sobre uma lareira.

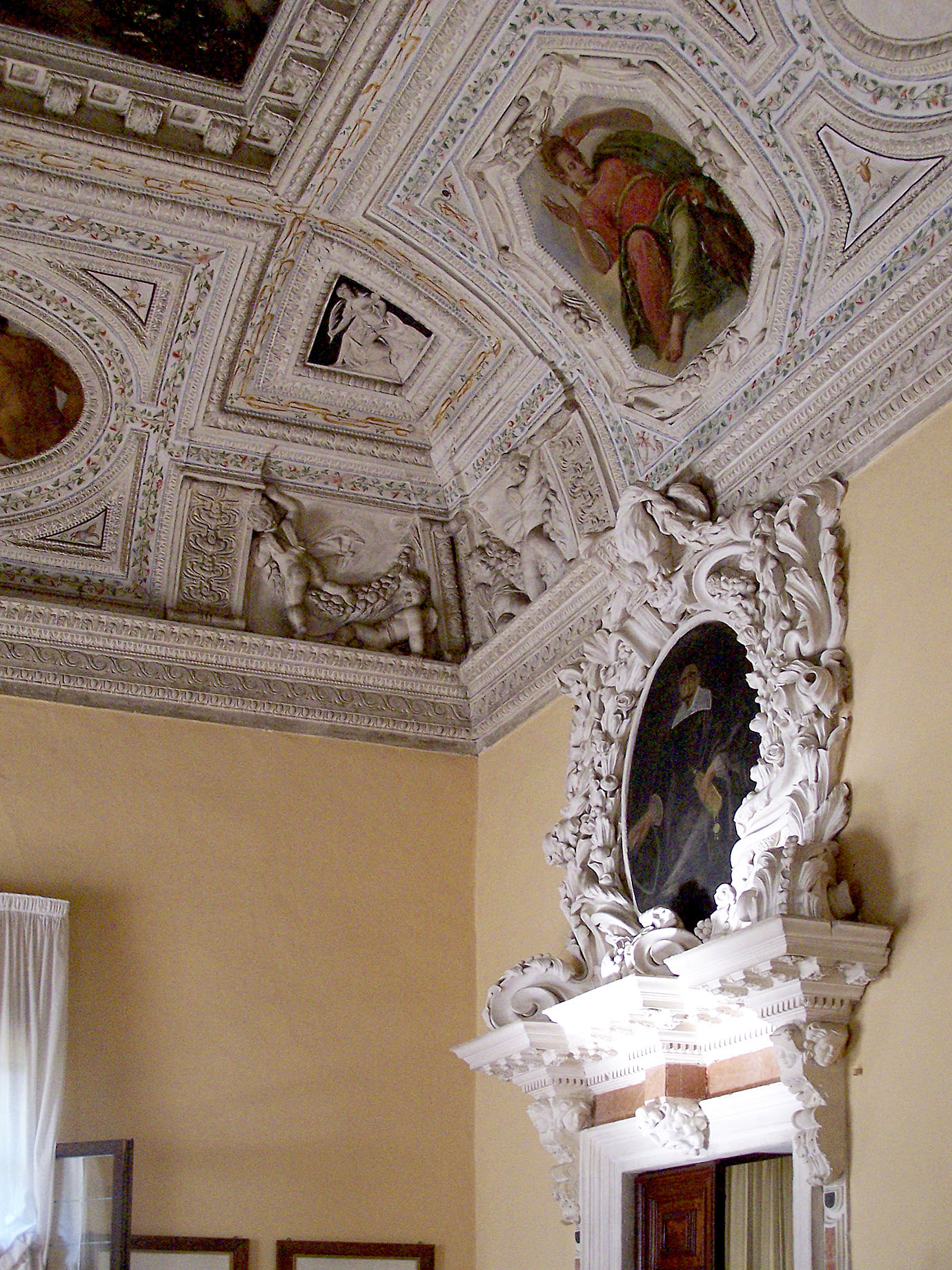
Moldes ornamentais e afrescos.

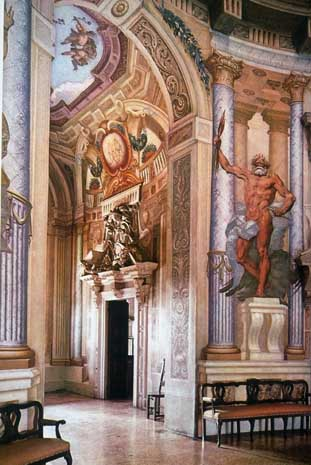
Interior da Villa Capra.

O interior deveria ser tão esplêndido como o exterior; as estátuas resultam do trabalho de Lorenzo Rubini e Giovanni Battista Albanese; as decorações plásticas e os tectos são obra de Agostino Rubini, Ottavio Ridolfi, Ruggero Bascapè, Domenico Fontana e talvez Alessandro Vittoria; as aparatosas pinturas dos afrescos ficaram a cargo de Anselmo Canera, Bernardino India, Alessandro Maganza e, mais tarde, do francês Ludovico Dorigny. A decoração da villa cubriu um longo período de tempo e por esse motivo a atribuição da autoria de alguns elementos não é certa.
Entre os quatro principais salões do piano nobile encontram-se o Salão Oeste (também chamado de Sala Sagrada devido à natureza religiosa dos afrescos e do tecto) e o Salão Este, o qual contém uma história de vida alegórica do primeiro proprietário, Paolo Almerico, com as suas numerosas qualidades retratadas a fresco.
O lugar mais notável do espaço interior deveria ser, sem dúvida, a sala central circular, rodeada por um balcão que se desenvolvia a toda a altura até à cúpula; o tecto semi-esférico é decorado com afrescos de Alessandro Maganza; também encontramos alegorias ligadas à vida religiosa e à Virtude nesse conjunto, onde a Reputação está representada junto da Religião, da Benignidade, da Temperança e da Castidade. Na parte inferior da sala, as paredes, pelo contrário, são adornadas com falsas colunas pintadas em trompe l'oeil e com gigantescas figuras da Mitologia Grega, obra seguinte de Ludovico Dorigny.
Tal como na arquitectura de Palladio, pensada para um homem da Igreja, também no aparato decorativo do interior foram inseridos elementos formais, destinados a sugerir um sentido de sacralidade, em sintonia com tal programa celebrativo. A abundância de afrescos cria toda uma atmosfera que lembra mais uma catedral que o salão principal de um palácio rural. Goethe, que fez várias visitas à villa, disse que Palladio havia criado um templo grego adaptado para habitação.

## Relação com a paisagem
Dos pórticos é possível apreciar a maravilhosa vista do campo circundante, dado que a villa foi conscientemente projectada para estar em perfeita harmonia com a paisagem, ao contrário de edifícios como a Villa Farnese, construída apenas 16 anos antes em Caprarola. Apesar de a Villa Capra parecer completamente simétrica, existem linhas desviadas, projectadas para que cada fachada fosse um complemento do ambiente e da topografia circundante; por consequência, existem variações nas fachadas, na extensão dos degraus, nas paredes de controle, etc. Desse modo, a arquitectura dialoga com a assimetria da paisagem, em ordem a criar com ela uma harmonia particular. O ambiente circundante à villa oferece uma visão panorâmica de árvores, prados e pequenos bosques, com Vicenza ao longe no horizonte.

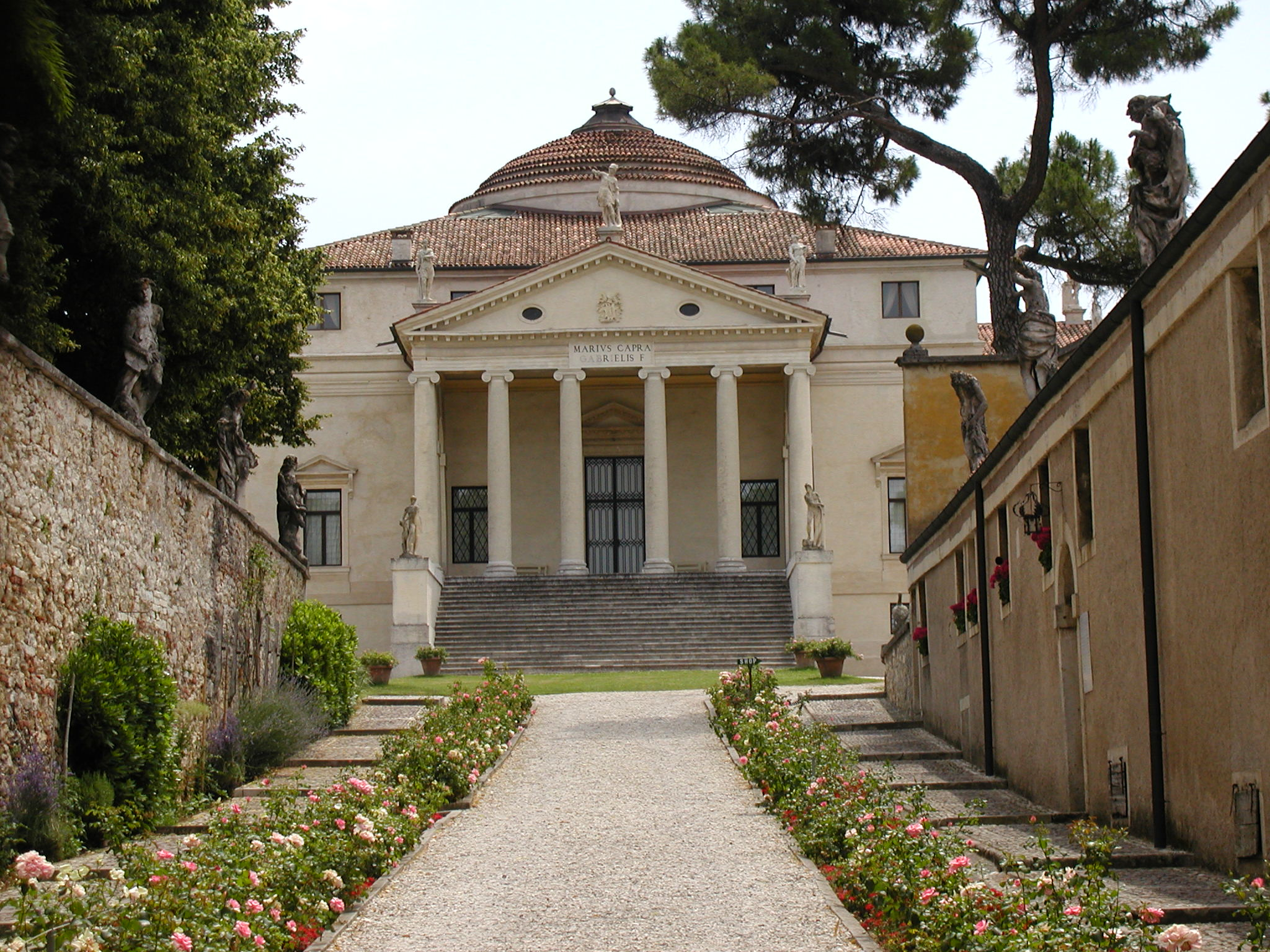
A Villa Capra vista do caminho traseiro.

A galeria setentrional está inserida na colina, como termo de uma estrada que corre a partir do portão principal. Este percurso é uma alameda situada entre os blocos de serviço, construída pelos irmãos Capra, que compraram a vila em 1591; eles contrataram Vincenzo Scamozzi para completar a villa e construir as instalações do pessoal e os edifícios agrícolas. Quando a aproximação à villa é feita por este lado, tem-se a impressão deliberada de se estar a subir desde o fundo até um templo no topo. Desse modo, no sentido inverso, da villa avista-se o santuário que se encontra em destaque sobre Vicenza, no alto do Monte Berico, unificando, assim, a villa e a cidade.

## A Villa hoje

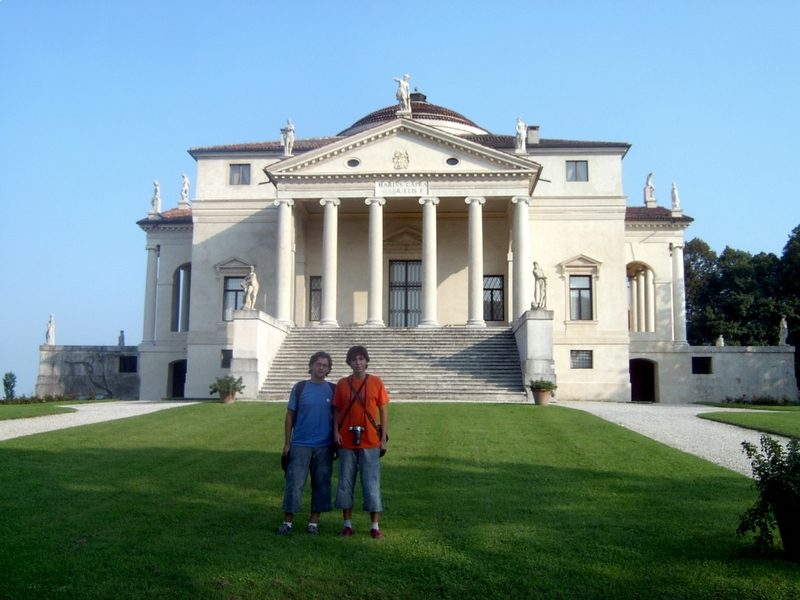
Grande relvado em frente do edifício.

Actualmente, desde 2006, a Villa Capra é propriedade de Mario Valmarana, um arquitecto e especialista nas obras de Palladio, e também um antigo professor da Universidade da Virginia, onde deu aulas a partir de 1973. A villa é a residência da sua família há mais de dois séculos. É sua ambição preservar o edifício para que este possa ser apreciado e maravilhe as gerações futuras.
O interior está aberto ao público todas as quartas-feiras, excepto durante os meses de Inverno, e os campos estão abertos todos os dias.
A Villa Capra foi classificada pela UNESCO em dezembro de 1994 como Património Mundial, juntamente com outras obras de Palladio em Vicenza.

## A Villa Capra como modelo arquitectónico
A Villa Capra foi modelo de inspiraçlão para numerosos edifícios. Entre os exemplos mais notáveis encontram-se:
- Villa Pisani, em Lonigo, Província de Vicenza, (1575-1578), de Vincenzo Scamozzi; em vez de se limitar a imitar o mestre, Scamozzi costrói filologicamente uma crítica ao projecto da Villa Capra, realçando o modelo do Panteão de Roma.
- Chiswick House, em Londres, (1726-1729), de Lord Burlington e William Kent; um dos mais célebres exemplos do neo-palladianismo britânico, criação intensamente eclética e pessoal de Lord Burlington.
- Mereworth Castle, um palácio no Kent, edificado em 1723 por Colen Campbell por encomenda de Lord Westmorland. Um dos aristocratas ingleses, não é claro se Lord Burlington ou Lord Westmorland, chegou a expressar a intenção de desmontar a Villa Capra e levá-la para Inglaterra. Devido à impossibilidade do empreendimento, resignou-se a construir, somente, uma réplica.
- Monticello, em Charlottesville, Virgínia, (1768-1809), de Thomas Jefferson; a única casa dos E.U.A. classificada como Património Mundial pela UNESCO.

## 

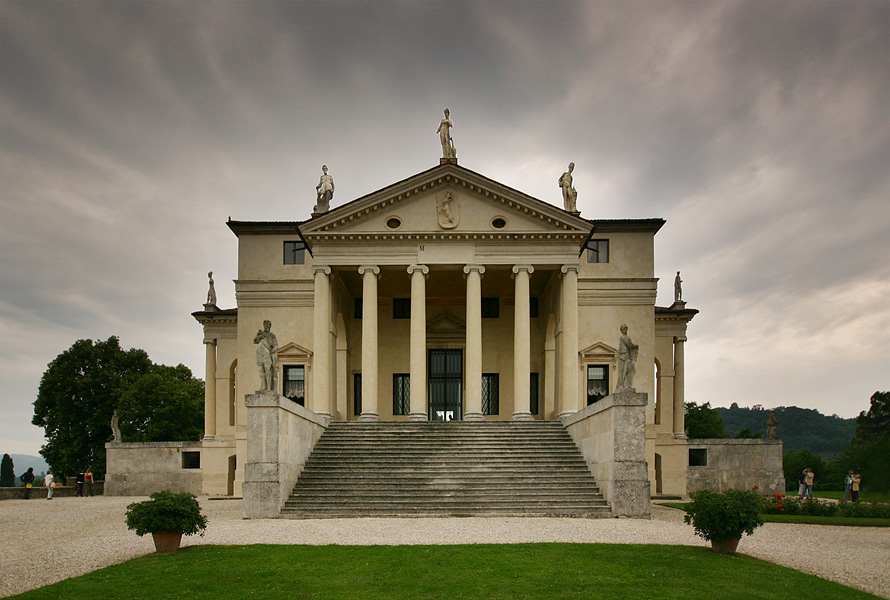
Fachada da Villa Capra.

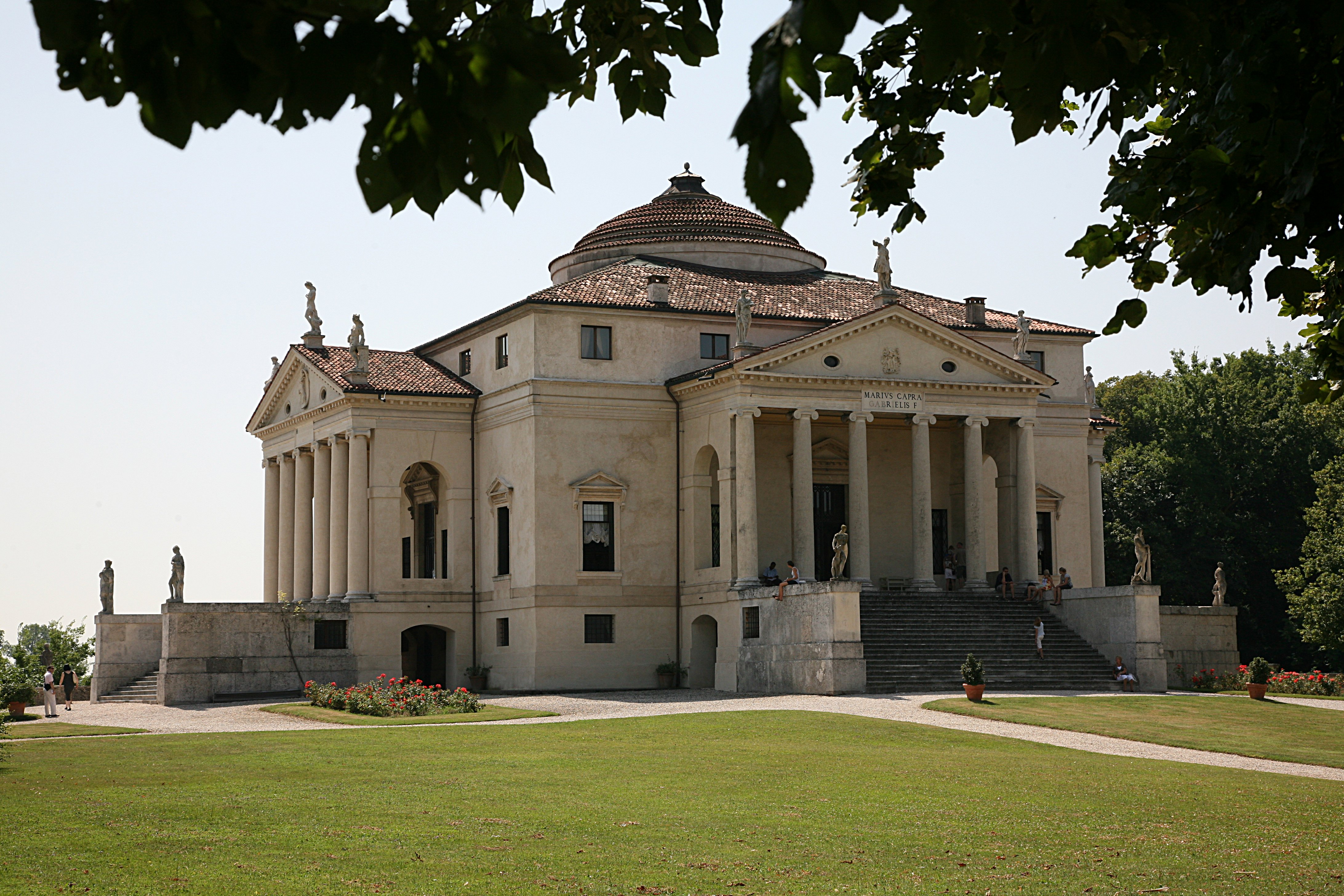
A Villa Capra.